# Promises (Секретное вторжение)
«Promises» (с англ. — «Обещания») — второй эпизод американского сериала «Секретное вторжение», основанного на одноимённой сюжетной арке из комиксов издательства Marvel Comics. События эпизода происходят в медиафраншизе «Кинематографическая вселенная Marvel», он разделяет связь с фильмами франшизы. Сценарий написан Брайаном Такером и Брантом Энглестайном. Режиссёром выступил Али Селим.
Сэмюэл Л. Джексон исполнил роль Ника Фьюри, а Бен Мендельсон — Талоса. Также в эпизоде сыграли Кингсли Бен-Адир, Шарлейн Вудард, Киллиан Скотт, Сэмюэл Адевунми, Кристофер Макдональд, Кэти Финнеран, Эмилия Кларк, Оливия Колман и Дон Чидл. В мае 2021 года Али Селим был назначен режиссёром всех эпизодов сериала.
Эпизод «Обещания» был выпущен на стримиговом сервисе Disney+ 28 июня 2023 года.

## Сюжет
В 1997 году бывший лидер скруллов Талос прилетает на Землю с женой Сорен, дочерью Г’айей и многими скруллами, и представляет им Ника Фьюри. Последний встречает молодого Гравика и утешает его, произнося речь перед переселенцами-скруллами, обещая найти им новый дом, взамен на их помощь.
Наши дни. Спасаясь от преследования после взрывов, Талос забирает Фьюри и уезжает. Они садятся в поезд «Москва-Варшава» и по пути, Талос сообщает Фьюри, что после продолжительной войны с империей Крии, на Землю переселились скруллы, и что среди людей проживает около миллиона скруллов. Разгневанный Фьюри расстаётся с Талосом, а позже встречается Элизабет, матерью погибшего агента Марии Хилл. Последняя просит не оставить жертву её дочери напрасной, и затем сопровождает гроб c телом Марии в Соединённые Штаты Америки.
Весь мир обвиняет Соединённые Штаты в совершении теракта в Москве. Гравик встречается с членами Совета скруллов, занимающих высокопоставленные должности в правительствах, которые выражают неодобрение его действий. Гравик напоминает Совету о том, что Фьюри не выполнил своего обещания, и большинством голосов назначает себя новым генералом скруллов. Член Совета Ширли Сагар отказывается подчиниться, и после ухода тайно связывается с Талосом. Он просит её организовать встречу между ним и Гравиком в людном месте.
В Лондоне полковник Джеймс Роудс даёт показания представителям правительств стран по теме обвинения США в терактах. После этого, ему звонит Фьюри и просит встречи. Придя в ресторан «Burner’s Tavern», Фьюри объявляет ему угрозу внедрения скруллов, которой сильно опасался Пентагон. Однако Роудс увольняет Ника из-за того, что он присутствовал при бомбардировке, которая усилила напряжённость между США и другими международными правительствами, и послужила гибелью их самого лучшего агента. Фьюри заявляет, что он не остановится, и должен в одиночку закончить начатое.
Тем временем, Соня Фолсворт приходит в мясную лавку, где заключён один из пойманных скруллов, Броган, и допрашивает его. Под воздействием препаратов, Броган раскрывает, что Гравик создаёт машину для усиления скруллов, и в этом участвует пара учёных по фамилии Далтон. Г’айа тайно узнаёт, что скруллы проводят эксперименты над различными инопланетными образцами, а именно с образцами отростков Грута, частями Ледяного великана, рукой Кулла Обсидиана и образцами сыворотки «Экстремис». После этого она сопровождает Гравика в миссии по спасению Брогана. Подозревая, что он проболтался, Гравик казнит Брогана. Позже Фьюри возвращается в свой дом, где его встречает жена Присцилла, являющаяся скруллом.

## Реакция
На агрегаторе рецензий Rotten Tomatoes рейтинг эпизода составляет 50 % на основании 18 рецензий. По мнению критиков сайта, «ожидания от „Секретного вторжения“ становятся всё слабее и слабее на фоне неудачного второго эпизода, в котором Сэмюэл Л. Джексон и Дон Чидл показали себя с лучшей стороны, но в остальном не смогли создать достаточной интриги».
Сэм Барсанти из The A.V. Club дал эпизоду оценку «C+». Кирстен Говард из Den of Geek оценила серию в 3 звезды из 5 и отметила, что «главным твистом второго эпизода является то, что Ник Фьюри тайно женат на одной из самых доверенных Скруллов Талоса, Присцилле». Ремус Норонья из Collider подчеркнул, что «Promises» — «это определённо шаг вперёд по сравнению с премьерным эпизодом, поскольку сюжет становится намного интереснее и заканчивается клиффхэнгером, которого мы действительно не ожидали». Фрэн Руис из Space.com также посчитал, что серия более интересная, чем первая, в том числе благодаря начальной сцене с молодым Ником Фьюри. Даррен Мури из The Escapist сравнил начало сериала «Секретное вторжение» с эпизодом «Вторжение зайгонов» из проекта «Доктор Кто».

## Комментарии
1. ↑  Через два года после событий фильма «Капитан Марвел» (2019).
2. ↑  По хронологии КВМ — ноябрь 2026 года.
3. ↑  События эпизода «Resurrection»
4. ↑  События эпизода «Resurrection»
5. ↑  Полученными после событий фильма «Мстители: Финал» (2019).
6. ↑  Полученными после событий фильма «Тор 2: Царство тьмы» (2013).
7. ↑  Отрубленной Вонгом в фильме «Мстители: Война Бесконечности» (2018).
8. ↑  Полученной после событий фильма «Железный человек 3» (2013).